# Omar I de Canem
Omar I foi o último maí (rei) do Império de Canem da dinastia sefaua e governou de 1382 a 1387.

## Vida
Omar era filho de Idris I (r. 1342–1366) e sucedeu seu primo Abacar I (r. 1381–1382). Ao assumir o trono encontrou o país numa situação deteriorada e invadido por todos os lados por bulalas, tubus e árabes. Incapaz de detê-los, segundo uma passagem do Girgam, perguntou aos ulemás o que devia fazer na difícil situação e responderam: "Abandona esse lugar, Canem, de onde desapareceram os aliados". Omar então reuniu seus bens e exércitos e partiu para Caiga, no Bornu, que agora tornou-se centro sefaua. Ao falecer em 1387 foi sucedido por Saíde I (r. 1387–1388) como rei de Bornu.